# Randuwatang
Randuwatang is een bestuurslaag in het regentschap Jombang van de provincie Oost-Java, Indonesië. Randuwatang telt 1560 inwoners (volkstelling 2010).